# Chrysosoma inversum
Chrysosoma inversum är en tvåvingeart som beskrevs av Charles Howard Curran 1927. Chrysosoma inversum ingår i släktet Chrysosoma och familjen styltflugor.
Artens utbredningsområde är Liberia. Inga underarter finns listade i Catalogue of Life.